# Partit Socialista de Canàries
El Partit Socialista de Canàries (en castellà Partido Socialista de Canarias; PSC-PSOE) és la federació del PSOE a les Illes Canàries.
En l'actualitat, el PSOE Canàries està organitzat per l'actual Ministre de Política Territorial i Memòria Democràtica, Ángel Víctor Torres.

## Líders del partit
|    | Secretari general                              | Mandat        |
| -- | ---------------------------------------------- | ------------- |
| 1. | Jerónimo Saavedra                              | 1977 - 1985   |
| 2. | Alberto de Armas                               | 1985 - 1988   |
| 3  | Jerónimo Saavedra                              | 1988 - 1997   |
| 4. | Juan Carlos Alemán                             | 1997 - 2007   |
| 5. | Juan Fernando López Aguilar                    | 2007 - 2010   |
| 6. | José Miguel Pérez                              | 2010 - 2016   |
| -  | José Miguel Rodríguez Fraga (Comissió gestora) | 2016 - 2017   |
| 7. | Ángel Víctor Torres                            | 2017 - Actual |

## Resultats electorals

### Parlament de les Illes Canàries
| Any  | Líder                       | Vots    | %      | #  | Escons  | +/– | Govern             |
| ---- | --------------------------- | ------- | ------ | -- | ------- | --- | ------------------ |
| 1983 | Jerónimo Saavedra           | 233,991 | 41.18% | 1r | 27 / 60 | —   | Minoria            |
| 1987 | Jerónimo Saavedra           | 185,749 | 27.77% | 1r | 21 / 60 | 2   | Oposició           |
| 1991 | Jerónimo Saavedra           | 229,692 | 33.03% | 1r | 23 / 60 | 2   | Coalició (1991–93) |
| 1991 | Jerónimo Saavedra           | 229,692 | 33.03% | 1r | 23 / 60 | 2   | Oposició (1993–95) |
| 1995 | Augusto Brito               | 183,969 | 23.08% | 3r | 16 / 60 | 7   | Oposició           |
| 1999 | Jerónimo Saavedra           | 199,503 | 24.03% | 2n | 19 / 60 | 3   | Oposició           |
| 2003 | Juan Carlos Alemán          | 235,234 | 25.42% | 3r | 17 / 60 | 2   | Oposició           |
| 2007 | Juan Fernando López Aguilar | 322,833 | 34.51% | 1r | 26 / 60 | 9   | Oposició           |
| 2011 | José Miguel Pérez García    | 190,028 | 20.98% | 3r | 15 / 60 | 11  | Coalició           |
| 2015 | Patricia Hernández          | 182,006 | 19.89% | 1r | 15 / 60 | =   | Coalició (2015–16) |
| 2015 | Patricia Hernández          | 182,006 | 19.89% | 1r | 15 / 60 | =   | Oposició (2016–19) |
| 2019 | Ángel Víctor Torres         | 258,255 | 28.88% | 1r | 25 / 70 | 10  | Coalició           |
| 2023 | Ángel Víctor Torres         | 239,070 | 27.17% | 1r | 23 / 70 | 2   | Oposició           |

### Corts Generals
| Any       | Illes Canàries  | Illes Canàries  | Illes Canàries | Illes Canàries | Illes Canàries | Illes Canàries | Illes Canàries |
| Any       | Congrés         | Congrés         | Congrés        | Congrés        | Congrés        | Senat          | Senat          |
| Any       | Vots            | %               | #              | Diputats       | +/–            | Senadors       | +/–            |
| --------- | --------------- | --------------- | -------------- | -------------- | -------------- | -------------- | -------------- |
| 1977      | 90,567          | 16.55%          | 2n             | 3 / 13         | —              | 1 / 10         | —              |
| 1979      | 95,220          | 17.82%          | 2n             | 3 / 13         | =              | 1 / 11         | =              |
| 1982      | 239,615         | 36.65%          | 1r             | 7 / 13         | 4              | 5 / 11         | 4              |
| 1986      | 241,197         | 36.06%          | 1r             | 6 / 13         | 1              | 7 / 11         | 2              |
| 1989      | 242,035         | 36.10%          | 1r             | 7 / 14         | 1              | 6 / 11         | 1              |
| 1993      | 241,648         | 29.85%          | 2n             | 5 / 14         | 2              | 4 / 11         | 2              |
| 1996      | 263,249         | 29.97%          | 2n             | 5 / 14         | =              | 5 / 11         | 1              |
| 2000      | 186,363         | 22.19%          | 3r             | 3 / 14         | 2              | 1 / 11         | 4              |
| 2004      | 333,084         | 34.45%          | 2n             | 6 / 15         | 3              | 5 / 11         | 4              |
| 2008      | 395,182         | 39.57%          | 1r             | 7 / 15         | 1              | 7 / 11         | 2              |
| 2011      | 231,086         | 24.85%          | 2n             | 4 / 15         | 3              | 3 / 11         | 4              |
| 2015      | Coalició PSC-NC | Coalició PSC-NC | 3r             | 4 / 15         | =              | 1 / 11         | 2              |
| 2016      | Coalició PSC-NC | Coalició PSC-NC | 2n             | 3 / 15         | 1              | 1 / 11         | =              |
| 2019 (I)  | 295,474         | 27.83%          | 1r             | 5 / 15         | 2              | 8 / 11         | 7              |
| 2019 (II) | 273,596         | 28.88%          | 1r             | 5 / 15         | =              | 7 / 11         | 1              |
| 2023      | 341,261         | 33.34%          | 1r             | 6 / 15         | 1              | 7 / 11         | =              |

### Parlament Europeu
| Any  | Illes Canàries | Illes Canàries | Illes Canàries |
| Any  | Vots           | %              | #              |
| ---- | -------------- | -------------- | -------------- |
| 1987 | 200,405        | 32.70%         | 1r             |
| 1989 | 181,332        | 34.89%         | 1r             |
| 1994 | 149,626        | 24.81%         | 2n             |
| 1999 | 200,628        | 24.54%         | 3r             |
| 2004 | 206,168        | 38.50%         | 2n             |
| 2009 | 218,968        | 36.02%         | 2n             |
| 2014 | 126,980        | 22.22%         | 2n             |
| 2019 | 287,033        | 32.01%         | 1r             |
| 2024 | 207,351        | 30.48%         | 1r             |